# Рінгелай
Рінгелай (нім. Ringelai) — громада в Німеччині, знаходиться в землі Баварія. Підпорядковується адміністративному округу Нижня Баварія. Входить до складу району Фраюнг-Графенау.
Площа — 16,39 км2. Населення становить 1904 ос. (станом на 31 грудня 2020).